# Licania araneosa
Licania araneosa är en tvåhjärtbladig växtart som beskrevs av Paul Hermann Wilhelm Taubert. Licania araneosa ingår i släktet Licania och familjen Chrysobalanaceae. Inga underarter finns listade i Catalogue of Life.